# Alexander Hammerstone
Alex Rohde (Glendale, 17 de janeiro de 1991), mais conhecido pelo nome de ringue Alexander Hammerstone ou simplesmente Hammerstone, é um lutador profissional americano. Ele trabalha atualmente para a Major League Wrestling (MLW), onde foi ex-campeão mundial dos pesos pesados da MLW, o campeão inaugural e o de reinado mais longo do Campeonato Nacional Openweight da MLW, além de vencedor do Battle Riot III. Ele também é conhecido por sua passagem na Total Nonstop Action Wrestling (TNA), onde também fez aparições na marca NXT da WWE.

## Carreira na luta livre profissional

### Início de carreira (2013–2016)
Rohde fez sua estreia no circuito independente do Arizona em 2013, com a Championship Wrestling from Arizona (CWFA) e a Arizona Wrestling Federation (AWF), sob o nome de ringue Alexander Hammerstone. Em 2014, ele lutou em Las Vegas para a Paragon Pro Wrestling (PPW), Future Stars of Wrestling (FSW) e West Coast Wrestling Connection (WCWC) no Oregon. Lá, ele conquistou seu primeiro campeonato, o WCWC Legacy Championship, em 2014, título que manteve por 132 dias. Mais tarde, em 2014, ele venceu o WCWC Tag Team Championship junto com seu parceiro Grappler 3 (como The Wrecking Crew). No final de 2014, Hammerstone encerrou sua passagem pela WCWC ao conquistar o WCWC Pacific Northwest Championship. Em 2015, Hammerstone participou de um teste para a WWE. Em abril de 2015, ele conquistou o PPW Tag Team Championship. Em fevereiro de 2016, ele participou de outro teste da WWE. Nessa época, ele também fez trabalhos extras para a empresa, uma vez aparecendo como guarda-costas de Tyler Breeze.

### Circuito independente (2016–2019)
Em 2016, Hammerstone começou a trabalhar na Califórnia, onde apareceu para a Championship Wrestling from Hollywood e fez sua estreia para a PCW Ultra. Em 2017, ele conquistou o Campeonato FSW de Eli Drake. Durante os dois anos seguintes, ele manteve o Campeonato FSW por mais de 600 dias combinados. Ele também recebeu testes adicionais da WWE em outubro de 2017 e fevereiro de 2018.
Em 2018, Hammerstone recebeu um grande push na PCW Ultra, conquistando vitórias contra lutadores veteranos como Jeff Cobb, Brian Cage, Daga, Brody King, A. C. H. e Timothy Thatcher. Em setembro daquele ano, no PCW Ultra Vision Quest, ele desafiou Penta El Zero M pelo Campeonato dos Pesos Pesados da PCW Ultra, mas foi derrotado. No mesmo ano, ele também lutou para a Ring Warriors, durante a primeira temporada da promoção, que era transmitida nacionalmente.
Em 3 de janeiro de 2019, Hammerstone competiu em um torneio de uma noite para a West Coast Pro Wrestling, no evento When the Smoke Clears, para coroar o primeiro campeão dos Pesos Pesados da WCPW. Ele derrotou Tyler Bateman na final. No mesmo mês, Hammerstone também competiu no Impact Xplosion do Impact Wrestling, fazendo sua estreia pela promoção.

### Major League Wrestling (2019-presente)

#### The Dynasty (2019-2021)
Em 2 de fevereiro de 2019, Hammerstone estreou na Major League Wrestling (MLW). Seu primeiro combate foi uma luta squash contra Ariel Dominguez. No episódio de 16 de março do Fusion, Hammerstone atacou a Hart Foundation (Teddy Hart, Brian Pillman Jr. e Davey Boy Smith Jr.) e se juntou ao grupo heel The Dynasty, cujos outros membros eram Richard Holliday e Maxwell Jacob Friedman. Hammerstone mais tarde derrotou Pillman no episódio de 23 de março do Fusion.
Durante o fim de semana da WrestleMania 35, Hammerstone lutou na segunda edição anual da Battle Riot no evento homônimo, como o 34º participante. Ele eliminou Brian Pillman Jr., Ariel Dominguez e Davey Boy Smith Jr., durando até o final, quando foi eliminado por Mance Warner. No episódio de 26 de abril do Fusion, a Dynasty derrotou a Hart Foundation em uma luta de mesas. A luta terminou com Hammerstone colocando Pillman através da mesa. Hammerstone foi anunciado para o torneio que coroaria o primeiro campeão nacional openweight. Ele derrotou Gringo Loco na semifinal no episódio de 11 de maio do Fusion, e Brian Pillman Jr. na final do Fury Road, em 1º de junho, tornando-se o primeiro campeão nacional openweight.
Hammerstone defendeu com sucesso o título contra Kotto Brazil no Kings of Colosseum, contra Davey Boy Smith Jr. por desqualificação no episódio de 20 de julho do Fusion e contra o campeão dos pesos pesados do Caribe, Savio Vega, no episódio de 10 de agosto do Fusion. No episódio de 12 de outubro do Fusion, Hammerstone defendeu o título contra o campeão dos pesos pesados da Crash, Rey Horus, em uma luta título contra título. Hammerstone perdeu por desqualificação após interferência da Dynasty. A rivalidade entre a Dynasty e a Hart Foundation continuou, com Hammerstone defendendo com sucesso o Campeonato Nacional Openweight contra Davey Boy Smith Jr. no primeiro evento pay-per-view da MLW, Saturday Night SuperFight. Após uma defesa de título bem-sucedida contra Douglas James no episódio de 23 de novembro do Fusion, Hammerstone participou do torneio inaugural da Opera Cup, onde derrotou seu companheiro de equipe MJF nas quartas de final, mas perdeu para o eventual vencedor, Davey Boy Smith Jr., na semifinal.
Hammerstone continuou a defender com sucesso o Campeonato Nacional Openweight contra nomes como Aero Star, T-Hawk e Laredo Kid em 2020, antes que a MLW entrasse em hiato devido à pandemia de COVID-19. A explicação dentro da storyline foi que o Contra Unit atacou vários lutadores da MLW e sequestrou a sede da promoção. A MLW retomou seus eventos em novembro, e dentro da trama, foi dito que Hammerstone foi uma força principal para recuperar a MLW da ocupação do Contra Unit. O primeiro episódio do Fusion após meses aconteceu em 18 de novembro, onde Hammerstone derrotou Jason Dugan e exigiu uma luta pelo título contra Jacob Fatu pelo Campeonato Mundial dos Pesos Pesados da MLW, devido ao fato de ser classificado como o #1 na MLW pela revista Pro Wrestling Illustrated (PWI). Hammerstone confrontou Fatu mais tarde naquela noite, mas foi atacado pelo mais novo membro do Contra, o estreante Mads Krügger, o que fez com que Hammerstone se tornasse face. Como resultado, Hammerstone iniciou uma rivalidade com Krügger, que culminou em uma luta pelo Campeonato Nacional Openweight de Hammerstone no Kings of Colosseum em 6 de janeiro de 2021. A luta terminou em uma dupla contagem, o que resultou em Hammerstone retendo o título. Hammerstone derrotou Krügger em uma Bakklei Brawl no episódio de 2 de março do Fusion, encerrando a rivalidade entre os dois.

#### Campeão Mundial dos Pesos Pesados (2021-2023)
Após defender com sucesso o Campeonato Nacional Openweight contra lutadores como L.A. Park e Mil Muertes, Hammerstone participou da Battle Riot como o 35º participante no Battle Riot III em 24 de julho de 2021. Hammerstone eliminou o Sentai Death Squad, Josef Samael, Simon Gotch, Daivari e, por último, Mads Krügger, conquistando a vitória na Battle Riot e, com isso, o Golden Ticket, que lhe dava o direito de pedir uma luta pelo Campeonato Mundial dos Pesos Pesados a qualquer momento e em qualquer lugar. Após reter o Campeonato Nacional Openweight contra Tom Lawlor no episódio de 29 de setembro do Fusion: Alpha, Hammerstone derrotou Jacob Fatu em uma luta título contra título para conquistar o Campeonato Mundial dos Pesos Pesados e manter o seu Campeonato Nacional Openweight no Fightland, transmitido em 7 de outubro. Ao conquistar o Campeonato Mundial dos Pesos Pesados, Hammerstone teve que abdicar do Campeonato Nacional Openweight, encerrando seu reinado de dois anos com 865 dias. No mês seguinte, no War Chamber, Hammerstone liderou os Hammerheads (EJ Nduka, Richard Holliday, Matanza Duran e Savio Vega) para derrotar o Contra Unit na luta-título.
Ele então entrou em uma rivalidade com Cesar Duran depois de recusar a oferta do promotor, enfrentando Black Taurus e King Muertes. No episódio de estreia do Azteca em 6 de janeiro de 2022, Hammerstone e Pagano derrotaram Taurus e Muertes em uma luta Apocalypto Hardcore. No entanto, Pagano virou-se contra Hammerstone, levando-o até um armazém, onde Richard Holliday o resgatou. No episódio de 27 de janeiro do Azteca, Hammerstone reteve o Campeonato Mundial dos Pesos Pesados contra Octagon Jr. Hammerstone defendeu com sucesso o Campeonato Mundial dos Pesos Pesados contra Pagano em uma luta falls count anywhere no episódio de 10 de fevereiro do Fusion. Após a luta, Holliday virou-se contra Hammerstone ao atacá-lo, rompendo assim a Dynasty.
Hammerstone reteve o Campeonato Mundial dos Pesos Pesados contra Davey Richards no SuperFight e contra Jacob Fatu e Mads Krügger em uma luta three-way no Intimidation Games. Hammerstone continuou sua rivalidade com Holliday. No Rise of the Renegades, Hammerstone fez equipe com os Von Erichs (Marshall e Ross) como The Von Hammers, enfrentando King Muertes, Mads Krügger e Richard Holliday em uma luta de trios, mas saiu derrotado. Hammerstone defendeu com sucesso o Campeonato Mundial dos Pesos Pesados contra Holliday no Kings of Colosseum. No episódio de 24 de novembro do Fusion, Hammerstone derrotou Holliday em uma luta falls count anywhere para reter o título e encerrar a rivalidade. Hammerstone manteve o título contra diversos desafiantes, como Bandido, EJ Nduka em uma luta last man standing, Yamato e Jacob Fatu no SuperFight. Em 8 de julho de 2023, no Never Say Never, Hammerstone perdeu o título para Alex Kane, encerrando seu reinado de 644 dias.

#### World Titan Federation (2023)
Como parte de um angle de "worked shoot", Hammerstone afirmou em 28 de outubro de 2023 que havia solicitado sua liberação da MLW. No Fightland, após Alex Kane ter defendido com sucesso o Campeonato Mundial dos Pesos Pesados da MLW contra Jacob Fatu, Matt Cardona, Tom Lawlor e outros membros da World Titan Federation atacaram Alex Kane. As luzes se apagaram na arena, o que levou ao retorno de Hammerstone à MLW, atacando Fatu e se aliando à World Titan Federation, virando heel pela primeira vez desde 2020. No MLW Holiday Rush, Hammerstone lutou contra Jacob Fatu em uma luta em que saiu derrotado. Após a luta, Hammerstone agradeceu à MLW e a Court Bauer por lhe darem a oportunidade de lutar na promoção. Hammerstone então revelou que seu contrato com a MLW expiraria em 1º de janeiro de 2024, e ele poderia ter feito sua última luta na MLW, com rumores ligando-o tanto à WWE quanto à All Elite Wrestling (AEW).

#### Retorno à Major League Wrestling (2025)
No Battle Riot VII, Hammerstone fez seu retorno à Major League Wrestling (MLW), entrando na luta Battle Riot pelo Campeonato Mundial dos Pesos Pesados da MLW, que foi conquistado por Matt Riddle.

### Pro Wrestling Noah (2019)
Em 26 de julho de 2019, a MLW anunciou um acordo de colaboração com a promoção japonesa Pro Wrestling Noah, que incluiria um acordo de intercâmbio de talentos e uma colaboração de conteúdo entre as duas promoções. Em 29 de julho, foi anunciado que Hammerstone representaria a MLW ao participar do N1-Victory de 2019, onde lutou no Bloco A de 18 de agosto a 16 de setembro.

### Total Nonstop Action Wrestling (2024-2025)
Hammerstone retornou à TNA (anteriormente Impact) em 13 de janeiro de 2024, no Hard To Kill, onde perdeu para Josh Alexander. No episódio de 29 de fevereiro do TNA Impact!, foi anunciado que Hammerstone havia assinado com a promoção e que enfrentaria Alexander em uma revanche no Sacrifice, em 8 de março. Durante a luta, enquanto o árbitro estava no chão se recuperando após ser atingido acidentalmente, Hammerstone virou heel, aplicando um golpe baixo em Alexander e, em seguida, o Nightmare Pendulum (sua versão do swinging side slam), permitindo-lhe conquistar a vitória. Após a luta, Hammerstone levou o capacete de Alexander como um troféu. Em 20 de abril, no Rebellion, Hammerstone foi derrotado por Alexander na terceira luta, que foi um combate Last Man Standing. Em 22 de agosto de 2024, no episódio do Impact!, Hammerstone derrotou Kushida para se qualificar para a luta Ultimate X pelo Campeonato da X Division da TNA, que foi vencida por Zachary Wentz.
No episódio de 12 de setembro do Impact!, Hammerstone foi derrotador por Steve Maclin. No Victory Road, Hammerstone e Jake Something derrotaram Eric Young e Steve Maclin. No Bound for Glory, Hammerstone competiu no Call Your Shot Gauntlet intergênero de 20 pessoas, que foi vencido por Frankie Kazarian. No Turning Point, Hammerstone participou da luta Six-way Thanksgiving Turkey Bowl, que foi vencida por Joe Hendry. Sua última luta na TNA aconteceu no episódio de 13 de março de 2025 do Impact!, onde Hammerstone competiu pelo Campeonato Mundial da TNA, mas foi derrotado por Joe Hendry.
Hammerstone deixou a TNA em 7 de março de 2025, quando seu contrato expirou.

### WWE (2024)
Em 10 de setembro de 2024, no meio de uma troca de talentos entre a TNA e a marca NXT da WWE, Hammerstone fez uma aparição surpresa no episódio de 10 de setembro de 2024 do NXT, sendo revelado como o adversário escolhido por Tony D'Angelo para enfrentar o campeão norte-americano do NXT, Oba Femi, em uma luta sem o título em jogo, onde foi derrotado. No episódio de 17 de setembro, ele derrotou D'Angelo por contagem.

## Títulos e prêmios
- AAW Wrestling

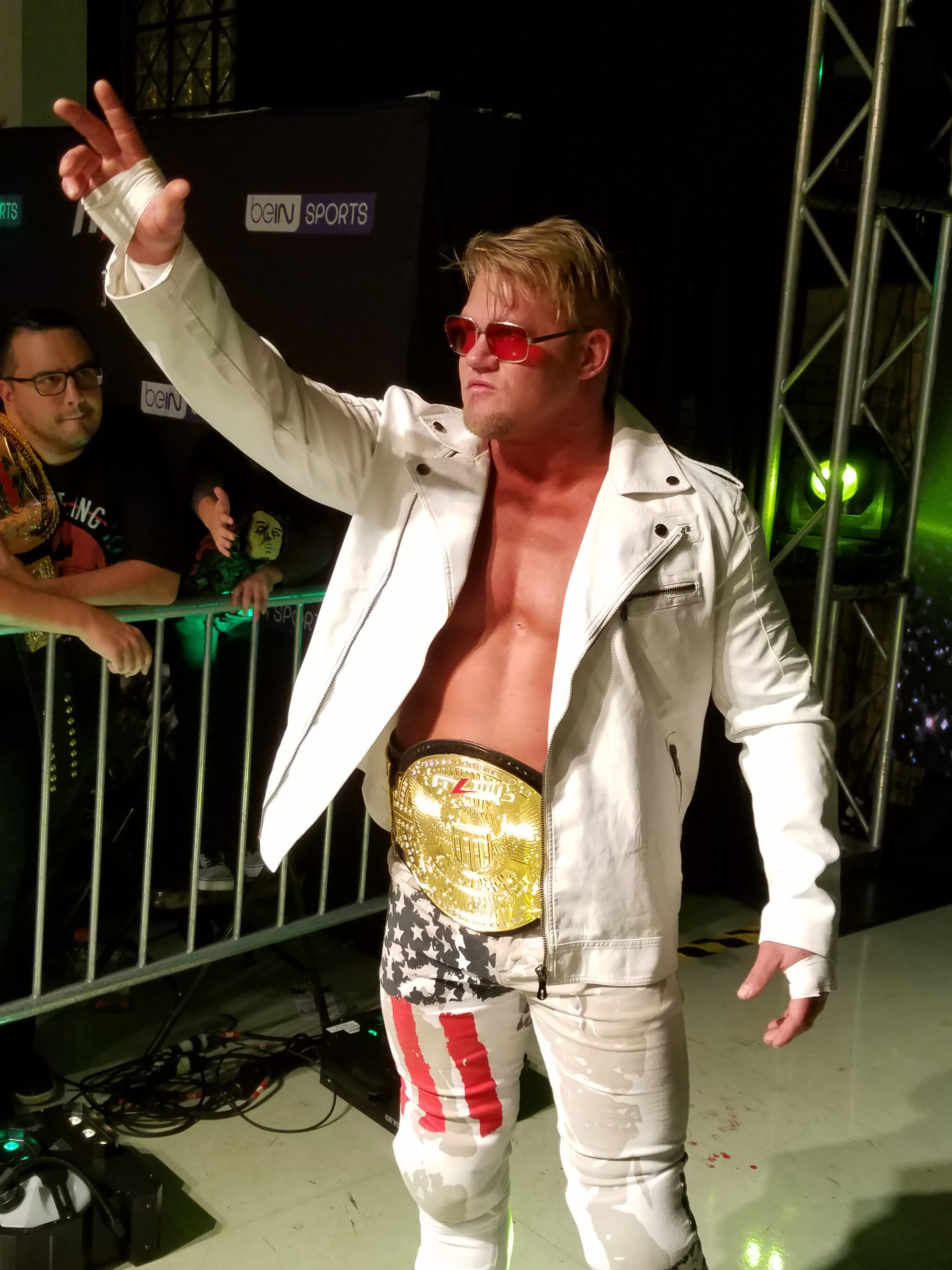
Hammerstone durante seu reinado como campeão nacional openweight da MLW.

  - AAW Tag Team Championship (1 vez) – com Ace Perry[82][83]
- All-Star Wrestling At Gray-Bell
  - ASW Heavyweight Championship (1 vez)[84]
- Arizona Wrestling Federation
  - AWF State Championship (1 vez)[85]
  - AWF Tag Team Championship (2 vezes) – com Joe Graves[86][87][88]
- DREAMWAVE Wrestling
  - Good as Gold Rumble (2016)[89]
- Future Stars of Wrestling
  - FSW Heavyweight Championship (3 vezes)[90][91][92][93]
  - FSW Nevada State Championship (1 vez)[94][95][96]
  - FSW Tag Team Championship (1 vez) – com Joe Graves[94][97][98]
- Global Syndicate Wrestling
  - GSW World Championship (1 vez, inaugural, final)[99][100]
- Lions Pride Sports
  - Lions Pride Sports 360 Championship (1 vez)[101][102]
- Major League Wrestling
  - MLW World Heavyweight Championship (1 vez)[103][104]
  - MLW National Openweight Championship (1 vez)[105][106][103]
  - Battle Riot (2021)[107]
  - Torneio pelo MLW National Openweight Championship (2019)[108]
- New Tradition Lucha Libre
  - NTLL Heavyweight Championship (3 vez, atual)[109]
- Paragon Pro Wrestling
  - PPW Tag Team Championship (1 vez) – com Alex Chamberlain[110][111]
- Lucha Libre VOZ
  - VOZ Ultra Championship (1 vez, atual)
- Power Precision Pro Wrestling
  - 3PW Tag Team Championship (1 vez) – com Joe Graves[112]
- PCW Ultra
  - PCW Ultra Heavyweight Championship (1 vez)[113][114]
- Pro Wrestling Illustrated
  - PWI o colocou na #24ª posição dos 500 melhores lutadores individuais no PWI 500 em 2022[115]
- West Coast Pro Wrestling
  - WCPW Heavyweight Championship (1 vez, inaugural)[116][117][118]
  - Torneio pelo WCPW Heavyweight Championship (2019)[119]
- West Coast Wrestling Connection
  - WCWC Legacy Championship (1 vez)[120][121]
  - WCWC Pacific Northwest Championship (2 vezes)[122][123][124][125]
  - WCWC Tag Team Championship (1 vez) – com The Grappler 3[126][127]
- WrestlingKult
  - King of Kult (2024)[128]